# Paula Ludwig

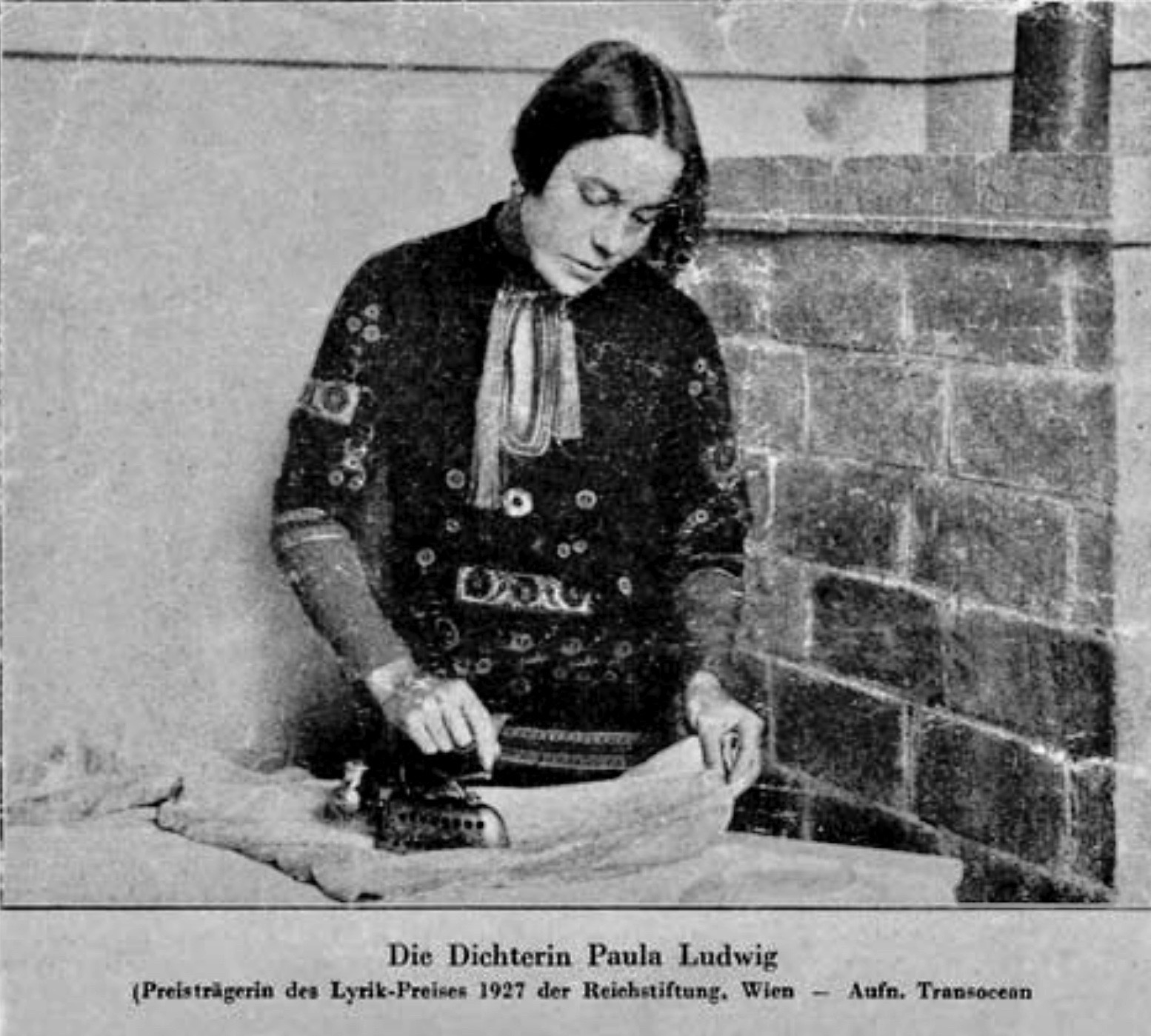
Paula Ludwig im Jahr 1927

Paula Ludwig (* 5. Januar 1900 in Feldkirch, Österreich-Ungarn; † 27. Januar 1974 in Darmstadt) war eine österreichische Schriftstellerin und Malerin.

## Leben

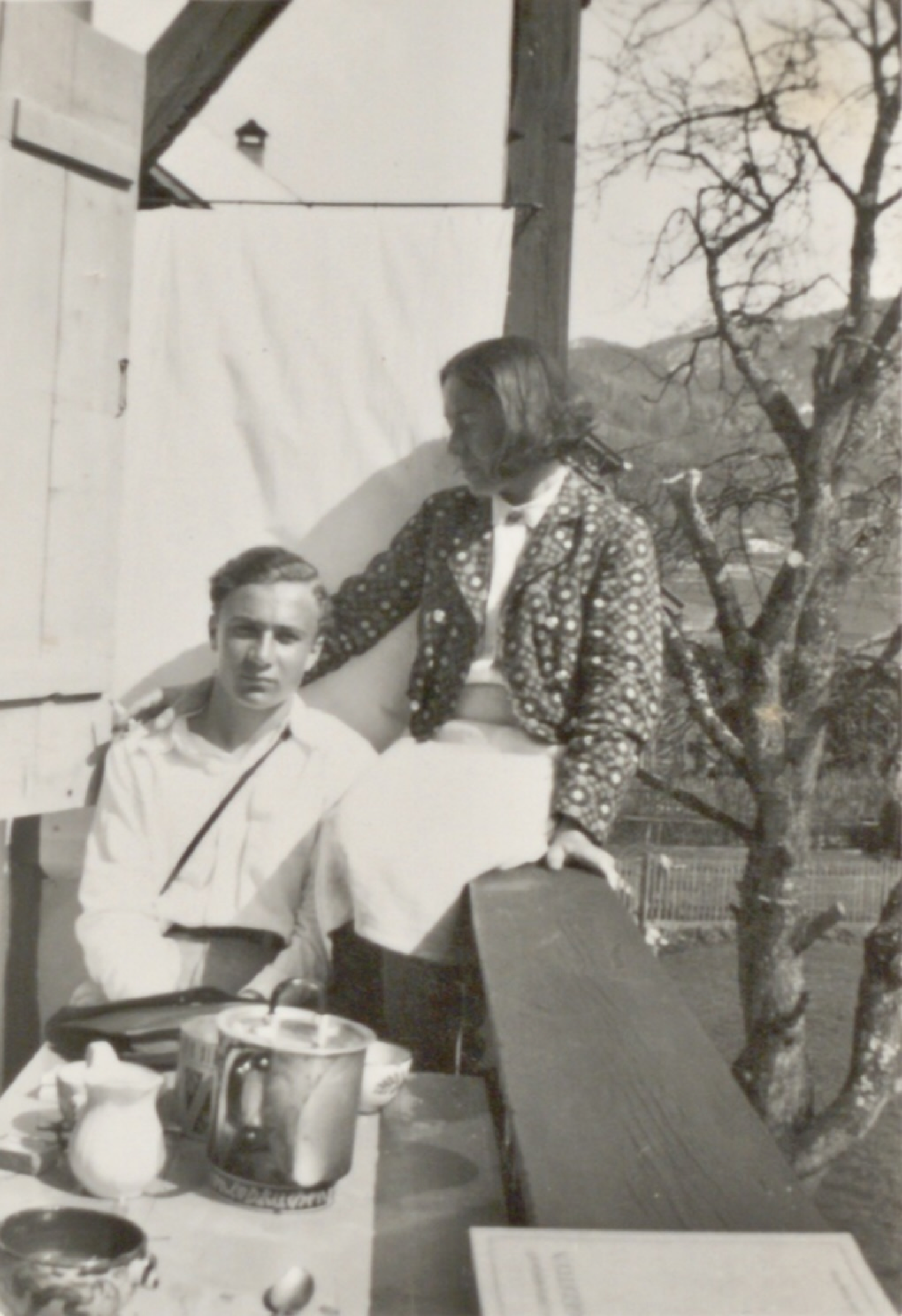
Paula Ludwig und Sohn „Friedel“ 1933 in Ehrwald, Tirol

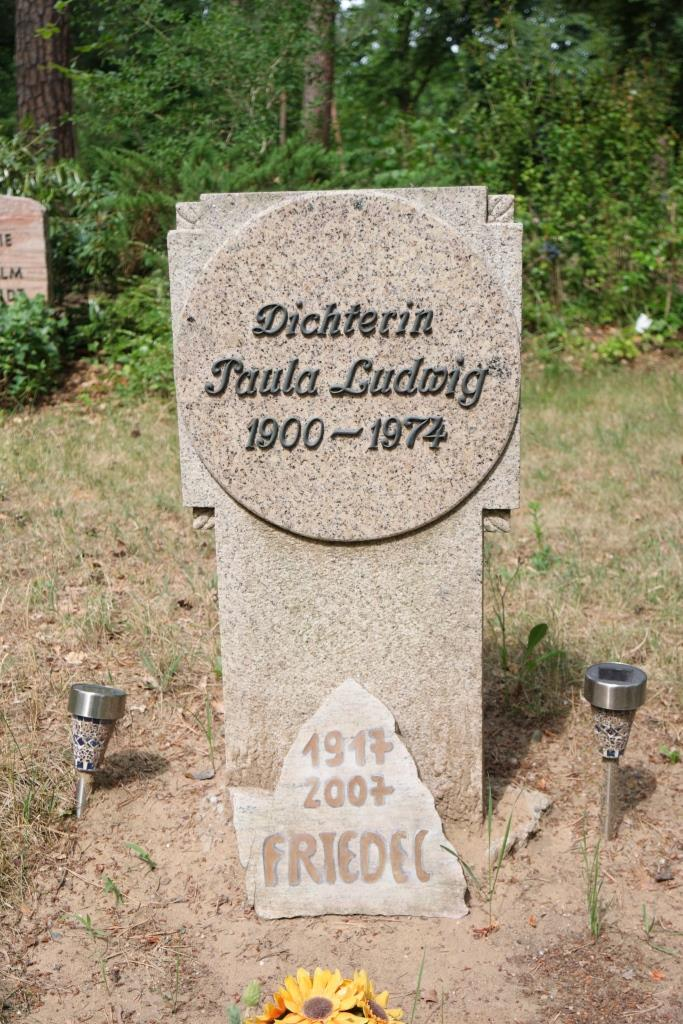
Grab von Paula Ludwig mit Gedenktafel für ihren Sohn Friedel auf dem Waldfriedhof in Darmstadt

Paula Ludwig wurde im damals verfallenen Schlösschen Amberg in Altenstadt bei Feldkirch geboren. Der Vater, ein schlesischer Tischler, trennte sich früh von seiner Familie und die aus Österreich stammende Mutter zog mit der neun Jahre alten Tochter nach Linz und verdiente durch Näharbeiten den Unterhalt für sich und die drei Kinder. Erst als die Mutter 1914 starb, nahm der Vater die Kinder zu sich nach Breslau. Diese ersten 14 Jahre hielt Paula Ludwig im „Buch des Lebens“ fest. Paulas Wunsch war es, Schauspielerin zu werden. Sie musste ihren eigenen Lebensunterhalt verdienen als Zimmermädchen und Ateliergehilfin in einer Malerschule. Als Mitglied der Breslauer Dichterschule stellte sie ihre ersten Gedichte vor. 1917 gebar sie einen unehelichen Sohn, Siegfried (1917–2007), genannt „Friedel“. Sie lebte die ersten Jahre mit ihrem Kind in einem Heim für alleinstehende junge Mütter in München-Nymphenburg, das vom Roten Kreuz betrieben wurde. Sie arbeitete weiter als Dienstmädchen, Aktmodell und Souffleuse bei den Münchner Kammerspielen. Sie verkehrt im Kreis von Stefan George, zu dem auch die Dichterin Else Lasker-Schüler gehörte. Sie war mit Klaus Mann und vor allem mit Erika Mann befreundet, lernte Autoren des Expressionismus kennen. Es entstand eine jahrelange Freundschaft zu Waldemar Bonsels, dessen Buch „Indienfahrt“ 1916 Aufsehen erregt hatte und für Paula Ludwigs lyrische Bilderwelt bedeutsam wurde. Die Freunde drängten sie, Gedichte und Zeichnungen zu veröffentlichen. Schon 1921 brachte die Münchner Kunstzeitschrift Ararat Reproduktionen ihrer Aquarelle. Zeitweilig bestritt Paula Ludwig ihren Lebensunterhalt allein durch den Verkauf ihrer Bilder sowie mit kunstgewerblichen Arbeiten.
Nach vier Jahren in München zog sie, einer Bewegung von Künstlern und Literaten folgend, 1923 mit ihrem Sohn nach Berlin. Zunächst lebte Paula Ludwig in einer kleinen Behausung am Halleschen Tor, später in einem Zimmer am Kurfürstendamm 177 neben Atelierräumen im 5. Stock. Mitte 1927 bezog sie ein geräumiges Atelier am Kurfürstendamm 112. In dieser Zeit stand sie unter anderen mit Bertolt Brecht, Kurt Tucholsky, den Brüdern Eduard und Carl Zuckmayer und Joachim Ringelnatz in freundschaftlicher Verbindung. Auch Waldemar Bonsels lebte zu dieser Zeit in Berlin. Sie begann eine leidenschaftliche Liebes- und Arbeitsbeziehung mit Yvan Goll. Der Briefwechsel zwischen beiden liegt im Deutschen Literaturarchiv Marbach. Die Beziehung veranlasste Yvan Goll, die „Malaiischen Liebeslieder“ zu schreiben. 1925 lernte sie den Richter und Schriftsteller Friedrich Koffka kennen, mit dem sie eine bis 1930 andauernde Beziehung einging. Sie widmete Koffka ihren 1927 erschienenen Lyrikband „Himmlische Spiegel“. Ob die Trennung – trotz vorher geschmiedeter Heiratspläne – eher darin begründet war, dass die uneheliche Mutter Ludwig für Koffkas Familie als nicht standesgemäß galt, oder an der Zögerlichkeit von Koffka selbst, ist umstritten.
Zwischen 1927 und 1935 erschienen ihre Bände „Der himmlische Spiegel“, „Dem dunklen Gott. Ein Jahresgedicht der Liebe“, „Buch des Lebens“ und „Traumlandschaft“.
1927 schulte sie ihren Sohn in dem von Martin Luserke gegründeten und geleiteten reformpädagogischen Landerziehungsheim Schule am Meer ein, das sehr musisch geprägt war. Dort war Carl Zuckmayers Bruder Eduard seit 1925 als Musikpädagoge tätig.
Sie fühlte sich im nationalsozialistischen Deutschland nicht wohl. Obwohl sie weder rassisch noch politisch verfolgt wurde, lebte sie ab 1933 in Ehrwald in Tirol. 1938 floh sie – wegen ihres Eintretens für deutsche Juden bedroht – über die Schweiz nach Frankreich und 1940 nach Spanien, Portugal und schließlich Brasilien, wo ihre Schwester lebte. In Rio de Janeiro und São Paulo blieb die Regimekritikerin von 1940 bis 1953 im Exil und schlug sich als Malerin durch.
In dieser Zeit wurde „Traumlandschaft“ wegen einer Danksagung an einen amerikanischen Sponsor verboten. Während der 13 Jahre im Exil brachte sie es nicht fertig, ihre schriftstellerischen Aktivitäten fortzusetzen. Sie verdiente sich mit Blütenpressen und daraus hergestellten Bildern den Lebensunterhalt. Als sie 1953 nach Europa zurückkehrte, war sie gesundheitlich angeschlagen und alkoholabhängig. In Österreich wurde ihre Staatsbürgerschaft nicht anerkannt und in Deutschland warf man ihr Antisemitismus vor, weil sie auf die deutsche Übersetzung von Golls „Chansons malaises“ hinwies, die Paul Celan übersetzen sollte. Sie lebte mittellos, zeitweise obdachlos, in Götzis und Düsseldorf.
Günther Leitz unterstützte sie. Beide kannten sich bereits aus den 1920er/1930er Jahren, als sie zur Schule am Meer auf die Nordseeinsel Juist reiste, wenn sie dort ihren Sohn besuchen wollte, den Schulkameraden von Leitz.
Im Jahr 1956 zog sie zu ihrem Sohn Friedel, der in Wetzlar als Fotograf tätig war, in die Reinermannstraße in der Wetzlarer Kernstadt. Dort lebte Ludwig zurückgezogen bis ins Jahr 1970. In Darmstadt verstarb sie am 27. Januar 1974 und fand ihre letzte Ruhe auf dem dortigen Waldfriedhof (Grabstelle: R 14f 4/10).
Die Grabstätte gehört seit 1975 zu den Ehrengräbern der Stadt Darmstadt.

## Auszeichnungen und Ehrungen
- 1962: Georg-Trakl-Preis[6]
- 1972: Preis des Österreichischen Schriftstellerverbandes
- 2017 benannte die Stadt Feldkirch ihren Reiseführer »Paula« – ein literarischer Begleiter durch Feldkirch nach der Schriftstellerin[7]
- 2020: Veritas Literaturpreis von Kunst und Drama verliehen am 10. September 2020 in Nenzing
- In Darmstadt wurde ein Platz nach Paula Ludwig benannt.
- Im Münchner Stadtbezirk Moosach ist ein Weg nach ihr benannt.
- In Götzis trägt der Paula-Ludwig-Weg ihren Namen.

## Ausstellung
Im Sommer 2004 zeigte das Vorarlberger Landesmuseum in Zusammenarbeit mit dem Franz-Michael-Felder-Archiv eine Ausstellung über die Vorarlberger Dichterin und Malerin Paula Ludwig. Im Mittelpunkt stand das malerische und zeichnerische Werk der Künstlerin, das erstmals in diesem Umfang der Öffentlichkeit präsentiert wurde.
Die Ausstellung präsentierte einen Querschnitt durch das gesamte malerische Werk Ludwigs von den Anfängen in München bis in die letzten Jahre in Darmstadt. Parallel dazu wurden in ausgesuchten biographischen und literarischen Dokumenten die Stationen ihres Lebens und literarischen Schaffens von Altenstadt über Linz, Breslau, München, Berlin, Ehrwald, Paris, Gurs, Mury, São Paulo, Wetzlar und Darmstadt gezeigt, kamen Weggefährten und Freunde wie Hermann Kasack, Waldemar Bonsels, Bert Brecht, Yvan Goll, Ina Seidel, Carl Zuckmayer oder Erika Mann zu Wort. Die Ausstellung dokumentierte so Paula Ludwigs vielfältige Verflechtung in die Strömungen ihrer Zeit.
Das Material der Ausstellung stammte aus dem umfangreichen Nachlass der Künstlerin, der im Franz-Michael-Felder-Archiv der Vorarlberger Landesbibliothek aufbewahrt wird.

## Theaterdokumentation
Am 6. April 2018 erfolgte die Uraufführung des Theaterstückes Paula Ludwig-Freundschaften und Wege der Theatergruppe Kunst und Drama von und mit Friederike Pöhlmann-Grießinger und Roland Eugen Beiküfner im Theater am Saumarkt in Feldkirch. Es ist der dritte und letzte Teil der Literaturtheaterreihe Trilogie der vergessenen Literaten von Kunst und Drama. Musikalisch umrahmt wurde diese Vorstellung von Johanna Eras am Cello und Thomas Müller an der Geige. Die deutsche Erstaufführung fand am 21. Juni 2018 in Nürnberg statt. Seit 11. Mai 2019 begleitet der Violinist Boris Loncar aus Sarajevo die Inszenierung. Anlässlich des 120. Geburtsjahres wurde die Theaterdokumentation unter der Schirmherrschaft von Erhard Witzel mit dem Gitarristen Maximilian Martin Altmannsberger vom Vorarlberger Landeskonservatorium in Nenzing am 10. September 2020 aufgeführt. Anlässlich des 50. Todestages zeigte die Theatergruppe Kunst und Drama das Theaterstück auf Einladung des Forum Eschelbach und der Marktgemeinde Götzis am Samstag, den 27. Januar 2024 im Junker Jonas-Schlössle, ebenfalls mit dem Gitarristen Maximilian Martin Altmannsberger aus Feldkirch und der Schirmherrschaft des Kurators und Galeristen Erhard Witzel aus Dornbirn. Die Ansprache hielt Frau Alexandra Zittier-Summer vom Forum Eschelbach aus Fraxern.

## Werke (Auswahl)

### Lyrik
- Die selige Spur, München: Roland Verlag, 1919
- Der himmlische Spiegel, Berlin: S. Fischer Verlag, 1927
- Dem dunklen Gott. Ein Jahresgedicht der Liebe, Dresden: Wolfgang Jess Verlag, 1932; München: C. H. Beck, 2015, ISBN 978-3-406-60731-8
- Gedichte, Hamburg: Heinrich Ellermann Verlag, 1937 (= Das Gedicht. Jahrgang 3, Folge 13/14)
- Gedichte. Eine Auswahl aus der Zeit von 1920 bis 1958, Ebenhausen bei München: Verlag Langewiesche-Brandt KG, 1958
- Versensporn – Heft für lyrische Reize Nr. 38, hrsgg. von Tom Riebe, Jena: Edition POESIE SCHMECKT GUT, 2019. [100 Exemplare]

### Prosa
- Traumlandschaft, Zeichnungen von Fritz Kuttner, Berlin: Waldemar Hoffmann Verlag, 1935 DNB
- Traumlandschaft, Neuausgabe, Leipzig: Staackmann 1938 DNB
- Träume. Aufzeichnungen aus den Jahren zwischen 1920-1960. Ebenhausen bei München: Verlag Langewiesche-Brandt, 1962. (Erweiterte Neuauflage unter dem Titel: Träume.Traumaufzeichnungen und Texte aus dem Nachlass. Hrsg. von Chiara Conterno und Ingrid Fürhapter, Wallstein, Göttingen 2024, ISBN 978-3-8353-5572-9)
- Buch des Lebens (Autobiografie), Leipzig: Staackmann 1936